# Terminal Alvorada

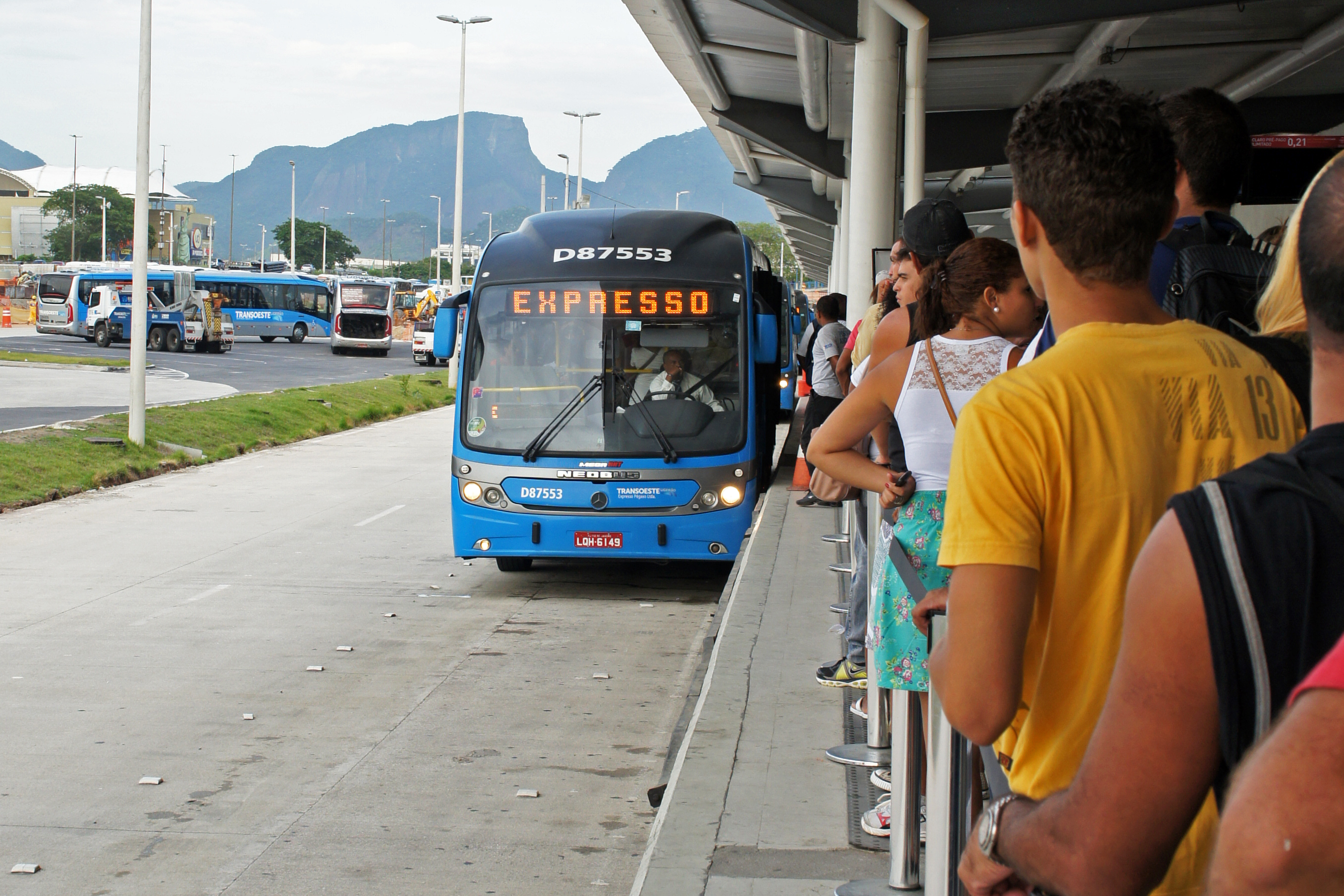
Ônibus articulado parado na plataforma do Terminal Alvorada

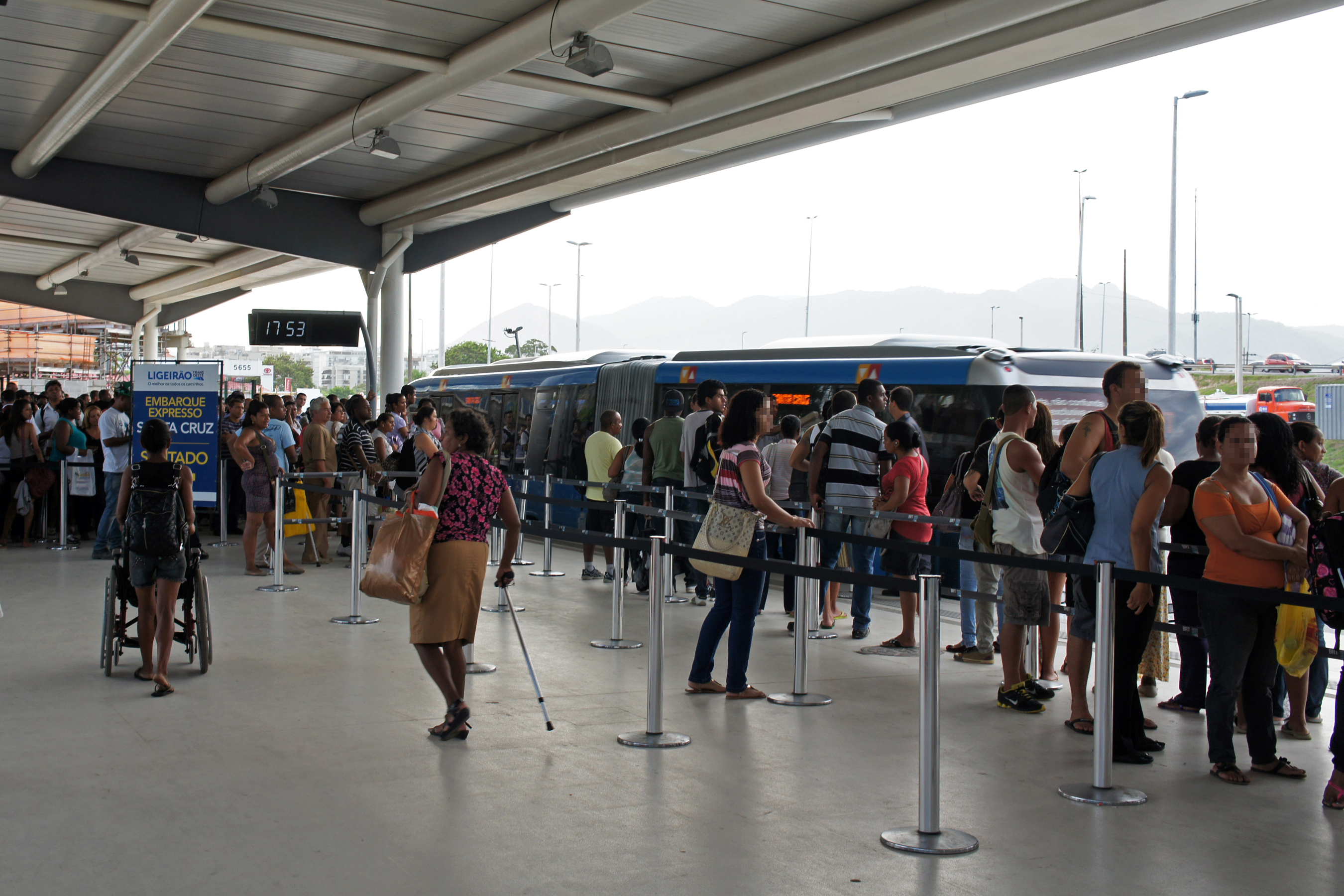
Plataforma do Terminal Alvorada destinada ao BRT

O Terminal Alvorada, oficialmente como Terminal Alvorada – Arquiteto Jaime Lerner, é um terminal de ônibus urbanos e rodoviários, e uma das estações terminais do BRT do Rio de Janeiro nos corredores TransCarioca, TransOeste e TransOlímpica, localizado no bairro da Barra da Tijuca, no município do Rio de Janeiro.

## Histórico
O Terminal Alvorada começou a funcionar com uma pré-operação e estando com as obras ainda inacabadas em 22 de setembro de 1981, e foi inaugurado oficialmente em 11 de novembro de 1982, com a administração do prefeito Júlio Coutinho, contando com a presença do ex-secretário municipal de Obras, Renato de Almeida, e o ex-administrador da Barra e autor do projeto desse terminal rodoviário, Alaor Santiago.
No início de sua pré-operação, o terminal funcionava de maneira parcial e concentrava apenas 15 linhas de ônibus, que o ligavam aos Aeroportos Internacional Tom Jobim e Santos Dumont, Centro, Zona Sul, Curicica e Vargem Grande.
Em dezembro de 2011, o terminal passou por uma grande reforma, que construiu um estacionamento de veículos BRT, com capacidade de 24 ônibus articulados, duas passagens subterrâneas, banheiros e os acessos e passarelas foram remodeladas e adaptados para o BRT.
O mesmo foi reinaugurado em 24 de dezembro de 2013 e em junho de 2014 passou a receber o corredor TransCarioca, sendo esta a estação terminal.
Em maio de 2014, foi inaugurado no terminal, o Centro de Controle Operacional (CCO) do sistema BRT do Rio de Janeiro, para monitorar paradas e eventuais emergências, permitindo aos controladores do BRT planejar e monitorar os trajetos de todos os ônibus na via expressa.

## Localização
O Terminal é localizado na intercessão das Avenidas Ayrton Senna e das Américas, no Trevo das Palmeiras, mais conhecido como "Cebolão". Esse cruzamento de vias representa um ponto central no bairro, já que é o cruzamento mais importante do bairro. Nas imediações existem vários pontos de referência, como o BarraShopping, o New York City Center, o supermercado Carrefour do bairro, o Bosque da Barra, o Hospital Lourenço Jorge e a Cidade das Artes, ligada ao terminal através de uma passagem subterrânea.

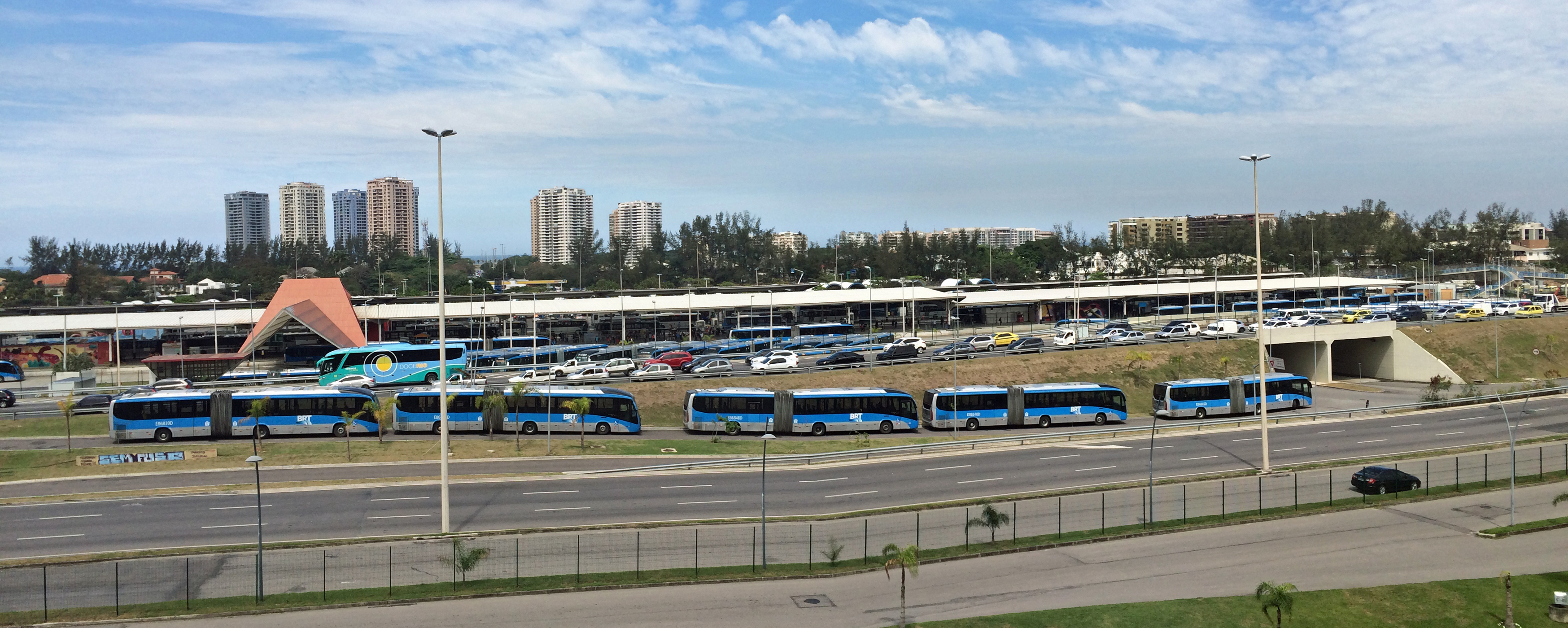
Vista panorâmica da Terminal Alvorada na Barra de Tijuca

## BRT
O Terminal Alvorada é uma das estações terminais dos corredores TransCarioca (Alvorada-Galeão) e TransOlímpica (Barra/Recreio-Vila Militar) e é parada para o corredor TransOeste (Alvorada-Santa Cruz). Por concentrar as três linhas, é uma estação onde é possível realizar a transferência entre elas, sem acréscimo no valor da passagem.

### Serviços existentes
De acordo com o site oficial da administradora do BRT, existem diversas linhas (serviços) que atendem ao Terminal:
Por abrigar um terminal de ônibus, o Terminal concentra pontos finais de diversas linhas de ônibus, que podem ser divididos em três seções: Municipais, intermunicipais e alimentadoras do BRT.

## Horário de funcionamento
Segundo o site oficial da administradora do BRT, o Terminal Alvorada funciona 4h às 00h por dia em todos os dias da semana para o BRT, enquanto para as linhas possuem seus próprios horários de funcionamento.

## Música
O Terminal Alvorada é retratado em música de mesmo nome, pelo cantor Cícero Rosa Lins em seu terceiro álbum, "A Praia".